# Secteur sauvegardé de Perpignan
Pour les articles homonymes, voir Secteur sauvegardé.
Le secteur sauvegardé de Perpignan est créé en 1995. Il couvre 100 hectares soit 1,5 % de la surface de la commune. Outre le palais des Rois de Majorque et la Citadelle il couvre les quartiers Saint-Jean, Saint-Mathieu, La Réal, Saint-Jacques et Remparts Villeneuve ainsi que certaines parties plus récentes (boulevard Wilson et Jean Bourrat, promenade des Platanes...).

## Histoire
À l'initiative du maire Jean-Paul Alduy, un secteur sauvegardé est créé le 13 septembre 1995 par un arrêté ministériel. Se substituant au Plan local d'urbanisme, un Plan de sauvegarde et de mise en valeur est élaboré et validé le 13 juillet 2007. Il a été conçu par Monsieur Berger et Madame Tjoyas architectes.
Un projet de révision est enclenché le 12 décembre 2013 et approuvé le 5 février 2014 par le conseil municipal. Il devrait être rendu applicable en 2019. 
Un collectif est créé en février 2017 pour réagir au projet de révision du secteur sauvegardé par la Mairie de Perpignan et aux nombreuses démolitions qui s’accélèrent depuis 2014,.

## Description
Le secteur sauvegardé est divisé en quatre zones (Usa, Usb, Usc, Usd). L'ensemble des bâtiments, espaces verts, alignements d'arbres ou de façades est réparti dans plusieurs catégories. En ce qui concerne les bâtiments on distingue les :
- monuments historiques (bâtiments ou façades protégés par la législation sur les monuments historiques).
- immeubles à conserver et à restaurer dont la démolition, la modification ou l'altération sont interdites (légende : 5)
- immeubles à maintenir dont les structures et les volumes sont à conserver (5 bis)
- immeubles pouvant être indifféremment conservés, améliorés ou remplacés (6)
- ceux dont être la démolition totale ou partielle pourra être imposée lors de travaux (7)[2].

Le plan contient un rapport de présentation, des règles écrites et un ensemble de 5 planches correspondant aux zones définies.

## Révision du Plan de sauvegarde et de mise en valeur
Le maire Jean-Marc Pujol et son équipe décident en 2014 de revoir ce Plan de sauvegarde, jugé trop contraignant notamment pour le nouveau Programme national de rénovation urbaine (NPNRU) sur le quartier Saint-Jacques et les projets envisagés par la municipalité,. En effet 100 millions d'euros seront investis par la ville, l'État, la Région et l'Europe sur les trois quartiers La Réal, Saint-Mathieu et Saint-Jacques visés par la révision du Plan de sauvegarde.   
L'équipe missionnée pour la révision du Plan se compose de quatre personnes :  
- Alain Vernet (mandataire), architecte du patrimoine
- Bertrand Ramond, architecte (agence ART)
- Sophie Aspord-Merchier, historienne, archéologue
- Pierre Tronchon, juriste et urbaniste.

Il s'agit pour l'équipe de « dédensifier » le secteur et de faire revenir les habitants dans ces quartiers. Outre la rénovation ou la réhabilitation de certains immeubles, il s'agit de démolir des bâtiments dont beaucoup sont insalubres mais aussi d'axer le Plan de sauvegarde en regard des projets prévus par le NPNRU. Des immeubles auparavant classés en 5 bis (à conserver) changent de catégories pour pouvoir être démolis. C'est notamment le cas pour quatre immeubles rue des Augustins pour aménager une sortie vers le Musée Rigaud mais également dans les quartiers Saint-Mathieu ou Saint-Jacques où de nombreux bâtiments seraient amenés à changer de catégories.    
Une réunion publique a eu lieu le mardi 27 juin 2017 pour présenter le projet définitif du plan de révision du secteur sauvegardé à Perpignan.    
Le conseil municipal donne un avis favorable au projet de révision lors de sa séance du 7 février 2018. Au projet initial ont été rajoutés les mentions suivantes :    
- modification de la classification du bâtiment (ancienne école Mme Rolland) cadastré AE 129 et situé au 12 rue Foy avec notamment le passage de la légende 5 en 5bis ;
- modification de la classification de l’immeuble cadastré AH 27 et situé au 1 et 1bis rue Côte Saint-Sauveur avec notamment le reclassement de l’ancien clocher en légende 5 et du passage en légende 6 pour le reste de l’immeuble ;
- modification de la légende de l’immeuble cadastré AB 229 situé au n° 21 de la rue des Augustins avec un passage de 5bis en 6 en cohérence avec l’OAP (Orientation d'aménagement et de Programmation) n° 8 de l’axe structurant est-ouest du centre ancien de Perpignan ;
- mise en cohérence du PSMV avec le Nouveau Programme National de Rénovation Urbaine (NPNRU) avec la possibilité de modifier la classification de l’immeuble AD37 situé 41, rue d’en Calce permettant ainsi de relier la rue J. Denis et la rue des Mercadiers.

Il doit maintenant passer devant le Conseil communautaire (15 février 2018), puis être examiné par la commission nationale. Le nouveau Plan de sauvegarde devrait être rendu applicable en 2019 après enquête publique.      
L' enquête publique a eu lieu du 11 mars 2019 au 29 mars 2019 puis prolongé au 12 avril. Le commissaire-enquêteur, M. Didier Zazzi, émet un avis favorable en date du 19 mai 2019.     

## Controverse
La révision du Plan de sauvegarde, associée à d'autres décisions urbanistiques de la municipalité, suscite une forte opposition. Cette opposition est initialement portée par l'ASPAHR. L'Association pour la sauvegarde du patrimoine artistique et historique roussillonnais a été créée en 1963 et est réactivée en 2017 à la suite de la destruction du presbytère de Perpignan en 2015 et au projet de transformation du théâtre municipal en amphithéâtre dévolu à l'université. Face aux destructions programmées, l'ASPAHR promeut la réhabilitation du quartier médiéval et une concertation réelle avec les populations concernées.     
Les habitants du quartier populaire Saint-Jacques s'opposent à l'action des pelleteuses venues détruire un paté de maisons en juillet 2018, entraînant l'interruption des travaux et l'intervention du préfet et dénoncent le manque de concertation sincère. La destruction de l'îlot Puig est cependant reprise et achevée en décembre 2021.
L'animateur Stéphane Bern, en charge d'une mission Patrimoine auprès du président de la République, prend position publiquement contre les destructions,.     
La destruction de logements dans un quartier médiéval habité par des gitans suscite l'intérêt des médias internationaux : New-York Times, Al-Jezeera, etc.
La polémique est relancée le 11 janvier 2023 avec la démolition soudaine de 6 immeubles à l'angle de la rue des Potiers et de la rue Carola par la ville de Perpignan, entraînant l'évacuation d'une trentaine d'habitants,. 

## Bâtiments détruits classés en 5 bis
La catégorie 5 bis du Plan de sauvegarde comprend les immeubles à maintenir dont les structures et les volumes sont à conserver. Plus d'une vingtaine d'immeubles ont pourtant été démolis au cours des dernières années malgré leur classement en catégorie 5 bis.             
Liste par rues avec la référence cadastrale de la parcelle :            
- rue Amiral-Ribeill : parcelle AC 73
- rue de l'Horloge : parcelle AC 74 (ancien presbytère de la cathédrale)
- Place Fontaine-Neuve : parcelles AE 145, AE 146, AH 484 (ancienne partie du couvent des Dames de Saint-Sauveur)
- Place Joseph-Deloncle : parcelle AH 65, AH 66, AH 68 (ancienne pharmacie Joseph Deloncle), AH 69
- Rue des Bohémiens : parcelle AH 312
- Rue Michel Carola : parcelle AH 365, AH 300, AH 301
- Place du Puig : parcelle AD 30
- Rue Saint-François-de-Paule : parcelles AD 302, AD 305, AD 306, AD 309, AD 310, AD 314, AD 315
- Rue de l'Anguille : parcelle AD 312, AD 28